# Kjøbenhavns Boldklub
El Kjøbenhavns Boldklub o KB és un club danès de futbol de la ciutat de Copenhaguen.

## Història
El club fou fundat el 26 d'abril de 1876, a la zona de Fælledparken, a la capital del país. El futbol i el criquet es començaren a practicar el 1879, fet que situa el KB com el club de futbol més antic d'Europa continental i el club poliesportiu més antic de tot el continent. El tennis s'inicià el 1883. Avui dia també té seccions de bàdminton, natació i petanca.
L'any 1991, el KB i el B 1903 fusionaren les seves seccions professionals de futbol formant el F.C. København. L'equip continua existint en categories inferiors.

## Palmarès
- Lliga danesa de futbol (15): 1912-13, 1913-14, 1916-17, 1917-18, 1921-22, 1924-25, 1931-32, 1939-40, 1947-48, 1948-49, 1949-50, 1952-53, 1968, 1974, 1980
- Copa danesa de futbol: 1969

- 53 temporades a la primera divisió danesa.
- 6 temporades a la segona divisió danesa.
- 1 temporada a la tercera divisió danesa.

## Jugadors destacats
- Nicklas Bendtner
- Poul Nielsen (1891–1962)